# 遠藤栄理香
遠藤 栄理香（えんどう えりか、1985年12月22日 - ）は、日本の元女性アイドル。

## プロフィール
2001年の週刊ヤングジャンプの制コレで「7up!」に選出される。所属事務所は、クールエンタテイメントで、後にジャスティスマネージメントJ。趣味は料理、歌、映画鑑賞。特技は陸上競技。
現在は、芸能界を引退してヨガのインストラクターをしており、2007年4月にはヨガのインストラクターとしてGOOD LOOKIN′CLUBや『ぷっ』すまに登場した。

## 活動

### ビデオシネマ
- 美少女の死顔は美しい sign

### テレビ
- すずらん（1999年、NHK）
- TEAM（1999年、フジテレビ）
- 少女戦隊 ポトリスしちゃうぞ（スカイパーフェクTV! チャンネルBB）
- GOOD LOOKIN′CLUB（2007年4月21日、日本テレビ）
- 『ぷっ』すま（2007年4月24日、テレビ朝日）

### CM
- 家庭教師のトライ
- 森永製菓「小枝」
- 魔法のメロらんど

### 写真集
- CRISIS 僕が君に出会った瞬間。（2001年7月、ぶんか社、撮影：田村浩章）
- ANGEL Vol.4（2002年10月、エッジ、撮影：鯨井康雄） - DVD付き写真集
- 36.1℃ この温もり伝わりますか?（2003年5月、ぶんか社、撮影：田村浩章）

### イメージビデオ
- HEAVEN - イメージショット及び『美少女の死顔は美しい sign』を収録